# Menelao

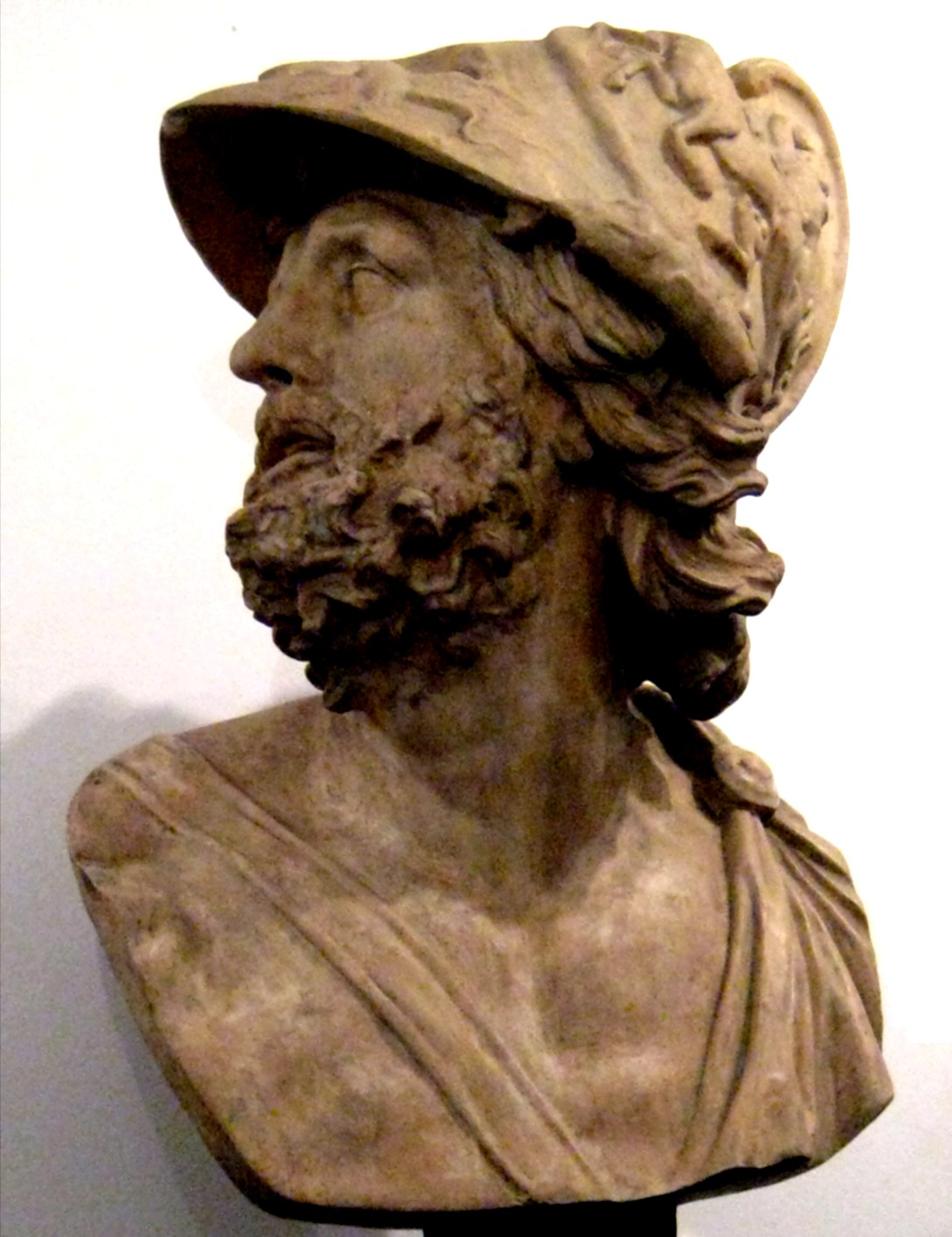
Busto de Menelao.

En la mitología griega, Menelao (griego antiguo: Μενέλαος Menélaos) fue un legendario rey de la Esparta micénica, esposo de Helena, así como una figura central en la guerra de Troya. Fue hermano de Agamenón, rey de Micenas y líder de las tropas aqueas (griegas). Prominente figura en la Ilíada y la Odisea, Menelao también fue popular en la tragedia griega. En la Odisea se le ve más como un héroe de la guerra troyana que como un miembro de la condenada familia de Atreo. Dares Frigio dice que «era de mediana estatura, pelirrojo, hermoso, simpático y agradable». Homero, en cambio, lo llama el «rubio Menelao».
Menelao se convirtió en rey de Esparta tras casarse con Helena, quien sería raptada por Paris, hijo de Príamo, rey de Troya, dando lugar a la guerra de Troya. Bajo el mando de Agamenón, Menelao y los demás reyes griegos zarparon hacia Troya para rescatar a Helena. Al final de la guerra, Menelao fue uno de los griegos que se escondió en el caballo de Troya. Después de la guerra, Helena y Menelao se reconciliaron y trataron de regresar a Grecia, pero se vieron obligados a hacer una travesía que duró 8 años. Al fin, Menelao y Helena pudieron regresar a Esparta.

## Genealogía
En los poemas homéricos se presenta a Menelao como miembro de la familia de los Atridas, hijo de Atreo, rey de Micenas. La madre de Menelao era Aérope, hija de Catreo. La Biblioteca mitológica dice que Aérope (o Eeropea) se casó con Plístenes, de quien tuvo a Agamenón y Menelao. Tzetzes nos da un resumen de otras variantes genealógicas, a saber: «Agamenón al igual que Menelao, según Hesíodo y Esquilo, son considerados hijos de Plístenes, hijo de Atreo, pero según el poeta y según todos son sencillamente hijos del propio Atreo. Pero, según Hesíodo y Esquilo y algunos otros, Plístenes es hijo de Atreo y de Aérope, y Agamenón, Menelao y Anaxibia son hijos de Plístenes y de Cleola, la hija de Diante. Mas como Plístenes murió joven, al haber sido criados por su abuelo Atreo, muchos les consideraron atridas». Aún otros más hacen a Menelao hijo de Plístenes y Erífile.

## Infancia y recuperación del trono de Micenas
Cuando Atreo fue asesinado por Egisto con el fin de restituir a su padre, Tiestes, en el trono de Micenas, la nodriza de Agamenón y Menelao los llevó a la ciudad de Sición, cuyo rey, a su vez, los envió a Calidón. Allí fueron encontrados por Tindáreo, rey de Esparta, que los llevó consigo a su corte.
Cuando crecieron, Agamenón y Menelao viajaron a Micenas para recuperar el trono; encontraron a Tiestes refugiado en el templo de Hera y le obligaron a jurar que iría exiliado para toda su vida a Citeria. Agamenón, por ser el mayor, ocupó el trono.

## Casamiento de Helena
En Esparta, Menelao formó parte de los pretendientes de la hija de Zeus, Helena, y finalmente Menelao fue el elegido por Tindáreo como esposo para su hija. Menelao y Helena tuvieron una hija llamada Hermíone y un hijo llamado Nicóstrato. También se atribuía a Menelao la paternidad, de Megapentes (cuya madre habría sido la esclava Piéride o Tereide) y de Jenódamo (cuya madre habría sido la ninfa Cnosia).

## Rapto de Helena y origen de laguerra de Troya
Paris, príncipe troyano, viajó a Esparta, donde fue recibido hospitalariamente por Menelao, pero este tuvo que zarpar rumbo a Creta para asistir a los funerales por la muerte de su abuelo Catreo. Paris aprovechó su ausencia para raptar o seducir a Helena, y se la llevó en el barco junto con las riquezas que pudo llevarse ella.
Una vez que Menelao fue informado de lo ocurrido, se dirigió a Micenas, donde pidió a su hermano Agamenón que reuniera un ejército para conquistar Troya y recuperar a Helena. Los pretendientes de Helena habían hecho un juramento según el cual todos quedaban obligados a prestarse ayuda en caso de que al elegido le fuesa disputada Helena, por lo que muchos reyes aqueos quedaban obligados a participar en la expedición de castigo.
Menelao también trató de conseguir la alianza del rey Cíniras de Chipre, que prometió enviar 50 naves a la expedición, pero finalmente solo envió una de verdad y las otras cuarenta y nueve de arcilla.
La aportación de Menelao a la coalición aquea fue de 60 naves, comandadas por él.
La flota griega, compuesta por un total de 1.186 naves, con el mando supremo de Agamenón, puso rumbo a Troya y, cuando llegaron, Menelao y Odiseo fueron designados como embajadores para reclamar la devolución de Helena y de sus tesoros ante la corte real troyana. Los troyanos se negaron a ello e incluso pretendieron matarlos, pero fueron salvados por Antenor. Poco después se inició la guerra.

## Menelao en laIlíada

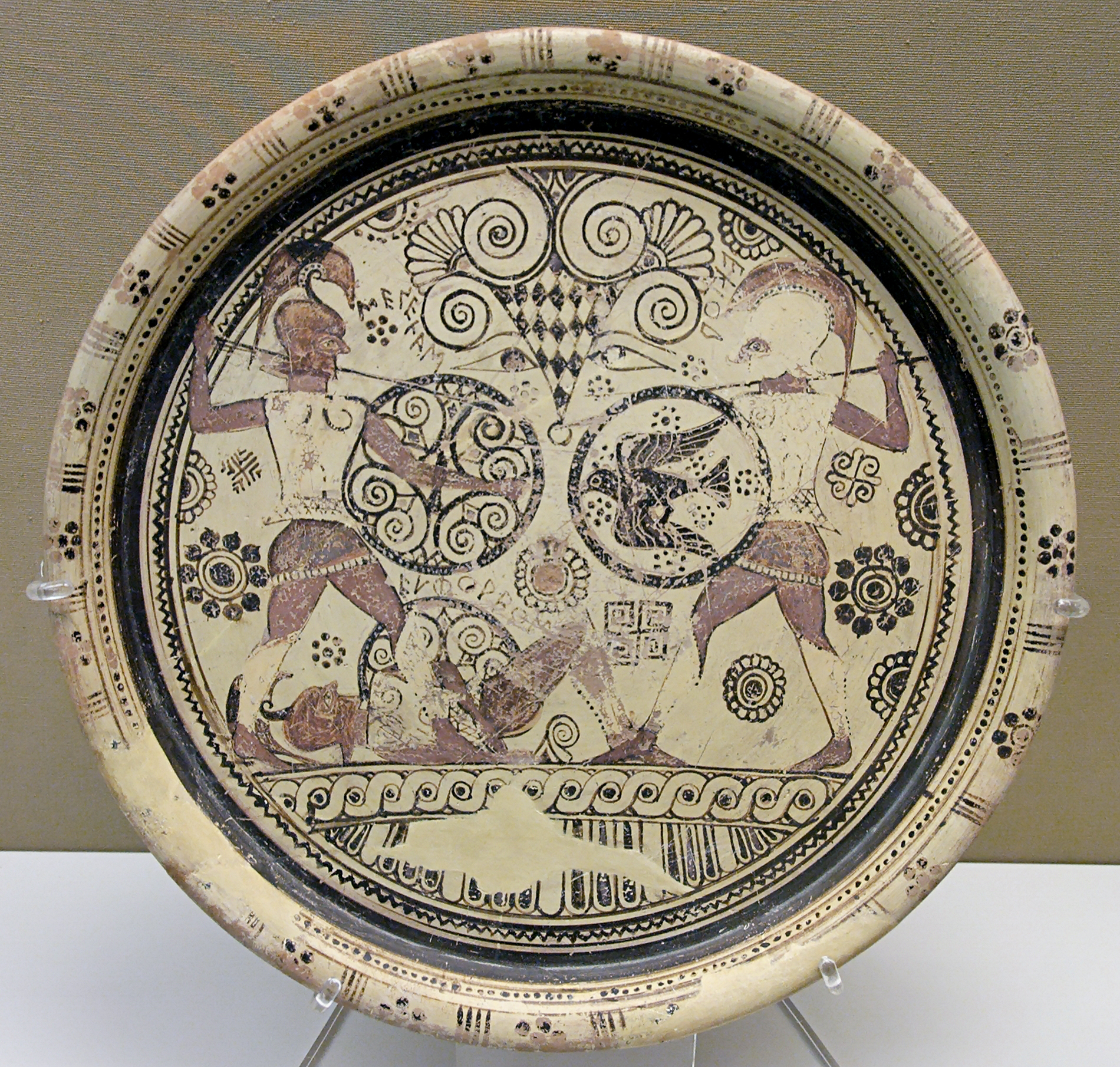
Combate entre Menelao y Héctor sobre el cuerpo de Euforbo, en un plato de la época arcaica expuesto en el Museo Británico.

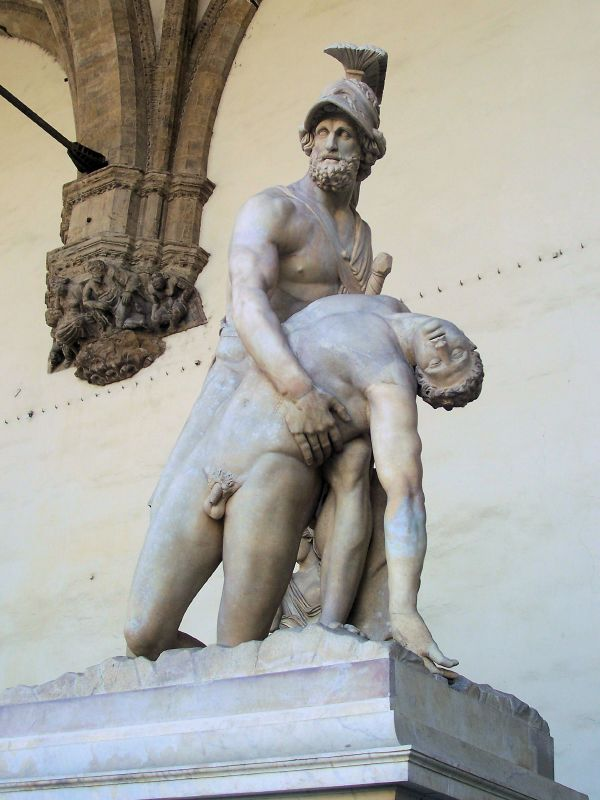
Menelao sujeta el cuerpo de Patroclo. Copia romana del, de un original griego del, Loggia dei Lanzi en Piazza della Signoria, Florencia (Italia).

Menelao es personaje destacado en la Ilíada. Según se relata en el Canto III, Paris desafió a Menelao a un duelo singular con la condición de que el vencedor se quedaría con Helena y con sus riquezas. Menelao aceptó el reto y estuvo a punto de dar muerte a Paris, pero este fue salvado por Afrodita, la diosa que escogió como más bella en su juicio, que lo envolvió en una nube y lo llevó hasta la muralla de Troya. Agamenón reclamó la victoria para su hermano, pero una flecha de Pándaro que hirió a Menelao hizo que se reanudara la batalla. Menelao fue curado de su herida por Macaón.
Menelao también fue personaje destacado cuando tuvo que defender el cuerpo sin vida de Patroclo. Durante ese episodio, mató a dos troyanos: Euforbo y Podes; envió a Antíloco para que informara a Aquiles de la muerte de su amigo y, tras violenta lucha, trasladó el cadáver lejos del centro de la contienda. Incluso se dio al Canto XVII de la Ilíada el título de Las hazañas de Menelao.
Más tarde, Menelao participó en los juegos fúnebres en honor de Patroclo, en concreto en la prueba de la carrera de carros. Llegó en tercer lugar, pero dijo que había sido adelantado ilegalmente por Antíloco. Finalmente, Antíloco admitió su error, y Menelao, reconfortado, decidió entonces cederle el segundo premio, que le correspondía.

## Menelao en los sucesos posteriores a laIlíada
Menelao fue también uno de los guerreros que se ocultaron en el interior del caballo de madera que sirvió a los aqueos como estratagema para introducirse en la ciudad y saquearla. Durante el saqueo, Menelao y Odiseo protegieron a Glauco, troyano hijo de Antenor. Más tarde, Menelao mató a Deífobo, que se habían convertido en nuevo esposo de Helena tras la muerte de Paris. A continuación se encontró cara a cara con Helena y estuvo a punto de matarla, pero finalmente la perdonó y la llevó consigo a las naves.

## Regreso
Tras el saqueo, Menelao tuvo una disputa con Agamenón por no querer este zarpar de vuelta sin haber hecho sacrificios para calmar la cólera de Atenea. Menelao quería zarpar de inmediato, así que sus naves, junto con las de Néstor y Diomedes, emprendieron en seguida el regreso a Grecia. Los dos últimos llegaron pronto a sus reinos, pero las naves de Menelao se vieron envueltas en una tormenta que provocó la pérdida de muchas de ellas. Sólo sobrevivieron cinco de las naves, con las que llegó al cabo Sunión pero desde allí fue de nuevo arrastrado por los vientos en un viaje que le llevó a Libia, Fenicia, Chipre y Egipto, durante el que acumuló muchas riquezas. En algunas versiones fue en Egipto, en el palacio del rey Proteo, donde reencontró de nuevo a Helena, ya que la que había viajado a Troya era solo una imagen hecha de niebla por los dioses, pero esta versión difiere en muchos aspectos de la narrada en la Odisea. Ocho años después de partir de Troya, pudo por fin regresar a Esparta.

## Menelao en laOdisea
Menelao aparece como personaje en la Odisea de Homero, principalmente en el canto IV. En el viaje realizado en busca de noticias de su padre Odiseo, Telémaco llegó a Esparta, donde se entrevistó con Menelao, que se encontraba acompañado de Helena, una vez que ambos volvieron a reinar a Esparta. Menelao narró a Telémaco su penoso viaje de regreso que tuvo que realizar desde Troya: los dioses lo habían retenido en la Isla de Faro, en Egipto, y allí habría muerto de hambre con sus compañeros de no ser por Idotea, que le aconsejó que atrapara a su padre, Proteo, que en esta versión no es rey de Egipto, sino un dios marino capaz de transformarse en cualquier animal, e incluso en fuego. Ayudados por Idotea, Menelao y varios de sus compañeros se disfrazaron con pieles de foca y consiguieron sorprender y atrapar a Proteo, que les dijo que habían sido retenidos en Egipto por no haber hecho los debidos sacrificios a los dioses. Ya cumplidos, los dioses propiciaron vientos favorables para navegar y regresar a la patria.
Proteo también había informado a Menelao del destino de otros participantes en la guerra de Troya, entre ellos Odiseo, que estaba en la isla de la ninfa Calipso. Más adelante y ya en su tierra, Menelao se lo contaría a Telémaco al recibir su visita en busca de noticias de Odiseo.

## Muerte o divinización
Sobre el destino final de Menelao existen distintas tradiciones: 
- Por un lado, se decía que Hera lo había hecho inmortal y había ido a los Campos Elíseos con Helena.[25]

- En cambio, en Terapne existía un templo dedicado a Menelao donde se decía que él y Helena estaban allí sepultados.[26]

## Descendencia
- Etiolas —  con Helena, aunque Menelao no es mencionado explícitamente. Etiolas era venerado por los lacedemonios.[27]
- Hermíone — con Helena.[28][29]
- Jenódamo — según Eumelo, de una ninfa, llamada Cnosia.[29]
- Marafio — de acuerdo a un escolio, nació de Helena; de Marafio descienden los marafios persas.[30]
- Megapentes — con una esclava y ya cuando Menelao tenía una edad avanzada;[28] de una esclava de origen etolio Piéride, o, como dice Acusilao, de Tereide.[29]
- Nicóstrato — con Helena,[29][30][31] o bien con una esclava.[32]
- Plístenes —  con Helena, de acuerdo a la Cipria; personaje por otra parte desconocido.[33]

## Menelao en latragedia griega
Menelao es personaje destacado en varias tragedias de Eurípides conservadas, así como en una de Sófocles:
- En Ifigenia en Áulide, Menelao intercepta una carta que Agamenón había enviado a Clitemnestra para tratar de evitar el sacrificio de su hija; discute acaloradamente con su hermano reprochándole que ha faltado a la promesa que hizo de hacer traer a su hija y que ello no es propio de alguien que pretende ser el jefe de todos los aqueos porque de esa manera permitirá que el príncipe troyano se salga con la suya.

- En Helena, Menelao llega a Egipto en un estado lamentable con unos pocos supervivientes y con la que él cree que es su esposa Helena pero que en realidad es una imagen suya, después de navegar errante y perder muchas de sus naves tras la guerra de Troya. Allí reencuentra a la auténtica Helena, que en realidad nunca había ido a Troya sino que había sido transportada a Egipto antes del inicio de la guerra por Hermes. Ambos trazan un plan para engañar a Teoclímeno, hijo del difunto rey Proteo, que pretendía casarse con Helena. Consiguen embarcar en una nave en la que supuestamente iban a rendir honores fúnebres a Menelao y logran salir de Egipto.

- En Orestes, Menelao llega a Argos, donde su sobrino Orestes le pide ayuda contra el odio que algunos habitantes de Argos tienen contra él por haber dado muerte a su madre, Clitemnestra. Tindáreo, el anciano padre de Helena y Clitemnestra, aconseja a Menelao que no preste ayuda a su sobrino tras lo cual Menelao indica que no tiene el poder suficiente para aplacar por la fuerza a los ciudadanos de Argos, pero señala que intentará convencerlos mediante el diálogo. Orestes queda decepcionado ante la actitud cobarde de su tío.

- En Andrómaca, Menelao y su hija Hermíone (legítima esposa de Neoptólemo pero que no había podido darle ningún hijo) deseaban la muerte de Andrómaca y del hijo que ésta, como esclava, había tenido del marido de Hermíone. Aprovechando la ausencia de Neoptólemo, Menelao llega a Ptía y toma presa a Andrómaca, con la intención de asesinarla. La repentina aparición del anciano Peleo consigue evitar el asesinato. Menelao no se atreve a impedir que Peleo libere a Andrómaca y decide regresar a Esparta.

- En Las troyanas, tras la toma de Troya, Menelao aparece en escena para llevarse a Helena, prometiendo matarla en Esparta. Hécuba alaba la decisión de Menelao de matar a Helena, mas le advierte sobre los encantos de esta mujer y la posibilidad de que le vuelva a enamorar en el viaje.

- En Áyax, Menelao aparece tratando de impedir que Teucro dé sepultura a Áyax, por considerar que traicionó al ejército griego.

| Predecesor: Egisto             | Reyes de Micenas | Sucesor: Orestes |
| Predecesor: Tindáreo (2.ª vez) | Reyes de Esparta | Sucesor: Orestes |